# Si yo fuera rico (telenovela)
Si yo fuera rico es una telenovela chilena de comedia dramática creada por Rodrigo Cuevas. Se estrenó por Mega el 8 de enero de 2018. Protagonizada por Jorge Zabaleta, Gonzalo Valenzuela, María Gracia Omegna, Mariana Loyola, Daniel Muñoz y Simón Pešutić.

## Argumento
Tres chilenos cambiarán de vida luego de resultar ganadores de un codiciado premio de un juego de azar:
El primero se trata Miguel Zunino (Gonzalo Valenzuela), un solitario bandido se quedará con el cartón que encuentra en el auto de Pascuala (María Gracia Omegna), quien nunca supo que aquel cartón tenía los números premiados, y como su discreto benefactor hará que llegue el amor entre ellos.
Por otro lado esta Nelson Peña (Jorge Zabaleta) vive en un pasaje pequeño. Inmaduro y emocional, hace un tiempo que sueña con ganarse un gran premio y rápidamente se decide: comprar su equipo de futbol de toda la vida, el Renca Juniors, para transformarlo en el “Real Madrid de Sudamérica”.
Por último, Matilde (Mafe Bertero) y Tomás Varela (Andrés Commentz) son unos huérfanos que han tenido una vida marcada por las tragedias. Matilde compra un boleto de la fortuna pero descubre que no puede cobrarlo al ser menor de edad. Cuando aparece Dante (Simón Pesutic), un príncipe azul que la salva de los aprietos , no se imagina que en realidad es sobrino del estafador que arregló su encuentro, Erick Ferrada (Daniel Muñoz), el cual esta detrás de un plan en contra de los tres ganadores

## Reparto
- Jorge Zabaleta como Nelson "Farkas de Renca" Peña
- Gonzalo Valenzuela como Miguel "Micky" Zunino[4]
- María Gracia Omegna como Pascuala Domínguez
- Mariana Loyola como Julia "July" Molina
- Daniel Muñoz como Eric Ferrada[5]
- Simón Pešutić como Dante Galaz
- María Fernanda Bertero como Matilde Varela
- Solange Lackington como Mónica Salas
- Coca Guazzini como Yolanda "Yoli" Santander
- Claudio Arredondo como Raúl "El Compadre" Inostroza
- Fernando Larraín como Rubén de la Maza
- Katyna Huberman como Antonia Miller
- Álvaro Gómez como Facundo "Ídolo" Grandinetti
- Carolina Arredondo como Tamara Martínez
- Manuela Opazo como Begoña Cuadra
- Diego Guerrero como Felipe Ríos
- Magdalena Urra como Lucía "Lucy" Brito
- Andrés Commentz como Tomás "Tomy" Varela
- Catalina Benítez como Camila Peña
- Oliver Börner como Ronaldo "Ronnie" Peña
- Matilde Campero como Constanza Palma
- Sergio Hernández Albrecht como Aquiles Zapata[6]
- Carlos Martínez Muñoz como González, investigador privado.

## Recepción
Si yo fuera rico obtuvo un promedio general de 15,3 puntos de rating en sus 172 episodios, siendo hasta en ese entonces la telenovela menos vista de María Eugenia Rencoret en Mega.

## Banda sonora
| Intérprete                   | Tema                   | Personaje(s)     | Actor(es)                                |
| ---------------------------- | ---------------------- | ---------------- | ---------------------------------------- |
| Hueso Carrizo                | «Si yo fuera rico»     | Tema central     | Tema central                             |
| Melendi ft. Ha*Ash           | «Destino o casualidad» | Micky y Pascuala | Gonzalo Valenzuela y María Gracia Omegna |
| Los Vásquez                  | «Mi amante»            | Nelson y Julia   | Jorge Zabaleta y Mariana Loyola          |
| Luciano Pereyra & Juan Magan | «Como tú (Remix)»      | Micky y Tamara   | Gonzalo Valenzuela y Carolina Arredondo  |
| Camila Gallardo              | «Abrázame»             | Matilde y Dante  | Mafe Bertero y Simón Pesutic             |
| Supermerk-2                  | «Que calor»            | Facundo          | Álvaro Gómez                             |
| Carlos Baute & Piso 21       | «Ando buscando»        | Julia y Facundo  | Mariana Loyola y Álvaro Gómez            |
| CNCO & Yandel                | «Hey DJ»               | Matilde y Pedro  | Mafe Bertero y Rodrigo Walker            |

## Premios y nominaciones
| Año  | Premio           | Categoría               | Nominado                | Resultado |
| ---- | ---------------- | ----------------------- | ----------------------- | --------- |
| 2018 | Copihue de Oro   | Mejor serie o teleserie | Mejor serie o teleserie | Nominada  |
| 2019 | Premios Caleuche | Mejor actor protagónico | Daniel Muñoz            | Nominado  |

## Versiones
- 2023-2024: Golpe de suerte, telenovela mexicana producida por Nicandro Díaz González para TelevisaUnivision, protagonizada por Mayrín Villanueva, Eduardo Yáñez, Eva Cedeño, Gonzalo García Vivanco, Daniela Martínez y Carlos Said.